# Circonscription de l'Achaïe
La circonscription de l’Achaïe (en grec Εκλογική περιφέρεια Αχαΐας) est une circonscription législative de la Grèce. Elle correspond au territoire du nome d'Achaïe (el). Elle compte 277 866 électeurs inscrits en janvier 2015.

Situation de la circonscription de l'Achaïe

## Élections législatives de mai 2012

### Résultats
La circonscription de l'Achaïe élit neuf députés en mai 2012. Les élections ont lieu au scrutin proportionnel plurinominal avec prime majoritaire et un seuil de représentation de 3 % des suffrages exprimés au niveau national.
192 504 électeurs se sont exprimés sur 278 354 inscrits, soit un taux de participation de 69,16 %. Parmi les vingt-quatre listes candidates, sept listes obtiennent au moins un siège dans la circonscription.
| Rang | Liste                              | Nombre de voix | Pourcentage des voix | Nombre de sièges |
| ---- | ---------------------------------- | -------------- | -------------------- | ---------------- |
| 1    | SYRIZA                             | +41 130,       | 21,82 %              | 2                |
| 2    | Nouvelle Démocratie                | +33 058,       | 17,54 %              | 2                |
| 3    | Mouvement socialiste panhellénique | +26 600,       | 14,11 %              | 1                |
| 4    | Grecs indépendants                 | +16 662,       | 8,84 %               | 1                |
| 5    | Parti communiste de Grèce          | +14 918,       | 7,91 %               | 1                |
| 6    | Aube dorée                         | +11 904,       | 6,32 %               | 1                |
| 7    | Gauche démocrate                   | +10 983,       | 5,83 %               | 1                |

### Députés

#### SYRIZA
La liste de la SYRIZA est en tête et obtient deux sièges.
| Rang | Nom                    | Nombre de voix |
| ---- | ---------------------- | -------------- |
| 1    | Aléxis Tsípras         | +41 130,       |
| 2    | María Kanellopoúlou    | +09 335,       |
| 3    | Vassilios Hatzilambrou | +08 946,       |

Le président du parti Aléxis Tsípras choisit de siéger pour la première circonscription d'Athènes ; Vassilios Hatzilambrou devient député pour la circonscription de l'Achaïe.

#### Nouvelle Démocratie
La liste de la Nouvelle Démocratie est deuxième et obtient deux sièges.
| Rang | Nom                  | Nombre de voix |
| ---- | -------------------- | -------------- |
| 1    | Athanasios Davlouros | +09 856,       |
| 2    | Níkos Nikolópoulos   | +09 258,       |

#### Mouvement socialiste panhellénique
La liste du Mouvement socialiste panhellénique est troisième et obtient un siège.
| Rang | Nom                | Nombre de voix |
| ---- | ------------------ | -------------- |
| 1    | Giórgos Papandréou | +26 600,       |

#### Grecs indépendants
La liste des Grecs indépendants est quatrième et obtient un siège.
| Rang | Nom             | Nombre de voix |
| ---- | --------------- | -------------- |
| 1    | Georgios Davris | +02 844,       |

#### Parti communiste de Grèce
La liste du Parti communiste de Grèce est cinquième et obtient un siège.
| Rang | Nom                        | Nombre de voix |
| ---- | -------------------------- | -------------- |
| 1    | Nikólaos Karathanasópoulos | +07 630,       |

#### Aube dorée
La liste d'Aube dorée est sixième et obtient un siège.
| Rang | Nom                       | Nombre de voix |
| ---- | ------------------------- | -------------- |
| 1    | Michaïl Arvanítis-Avrámis | +03 637,       |

#### DIMAR
La liste de la DIMAR est septième et obtient un siège.
| Rang | Nom                | Nombre de voix |
| ---- | ------------------ | -------------- |
| 1    | Nikolaos Tsoukalis | +03 356,       |

## Élections législatives de juin 2012

### Résultats
La circonscription de l'Achaïe élit huit députés en juin 2012. Les sièges sont répartis à l'issue d'un scrutin proportionnel plurinominal avec prime majoritaire entre les listes ayant obtenu au moins 3 % des suffrages exprimés au niveau national.
190 463 électeurs se sont exprimés sur 277 866 inscrits, soit un taux de participation de 68,54 %. Parmi les dix-sept listes candidates, sept listes obtiennent au moins un siège dans la circonscription.
| Rang | Liste                              | Nombre de voix | Pourcentage des voix | Nombre de sièges |
| ---- | ---------------------------------- | -------------- | -------------------- | ---------------- |
| 1    | SYRIZA                             | +58 316,       | 32,17 %              | 2                |
| 2    | Nouvelle Démocratie                | +46 500,       | 25,66 %              | 2                |
| 3    | Mouvement socialiste panhellénique | +24 458,       | 13,49 %              | 1                |
| 4    | Grecs indépendants                 | +12 200,       | 6,73 %               | 1                |
| 5    | Gauche démocrate                   | +11 553,       | 6,37 %               | 1                |
| 6    | Aube dorée                         | +10 742,       | 5,93 %               | 1                |
| 7    | Parti communiste de Grèce          | +07 900,       | 4,36 %               | 1                |

### Députés

#### SYRIZA
La liste de la SYRIZA est en tête et obtient deux sièges.
| Rang | Nom                    |
| ---- | ---------------------- |
| 1    | Aléxis Tsípras         |
| 2    | María Kanellopoúlou    |
| 3    | Vassilios Hatzilambrou |

Le président du parti Aléxis Tsípras choisit de siéger pour la première circonscription d'Athènes ; Vassilios Hatzilambrou devient député pour la circonscription de l'Achaïe.

#### Nouvelle Démocratie
La liste de la Nouvelle Démocratie est deuxième et obtient deux sièges.
| Rang | Nom                  |
| ---- | -------------------- |
| 1    | Athanasios Davlouros |
| 2    | Níkos Nikolópoulos   |

#### Mouvement socialiste panhellénique
La liste du Mouvement socialiste panhellénique est troisième et obtient un siège.
| Rang | Nom                |
| ---- | ------------------ |
| 1    | Giórgos Papandréou |

#### Grecs indépendants
La liste des Grecs indépendants est quatrième et obtient un siège.
| Rang | Nom             |
| ---- | --------------- |
| 1    | Georgios Davris |

#### DIMAR
La liste de la DIMAR est cinquième et obtient un siège.
| Rang | Nom                |
| ---- | ------------------ |
| 1    | Nikolaos Tsoukalis |

#### Aube dorée
La liste d'Aube dorée est sixième et obtient un siège.
| Rang | Nom                       |
| ---- | ------------------------- |
| 1    | Michaïl Arvanítis-Avrámis |

#### Parti communiste de Grèce
La liste du Parti communiste de Grèce est septième et obtient un siège.
| Rang | Nom                        |
| ---- | -------------------------- |
| 1    | Nikólaos Karathanasópoulos |

## Élections législatives de janvier 2015

### Résultats
La circonscription de l'Achaïe élit huit députés en janvier 2015. Les sièges sont répartis à l'issue d'un scrutin proportionnel plurinominal avec prime majoritaire entre les listes ayant obtenu au moins 3 % des suffrages exprimés au niveau national.
190 463 électeurs se sont exprimés sur 277 866 inscrits, soit un taux de participation de 68,54 %. Parmi les 23 listes candidates, six listes obtiennent au moins un siège dans la circonscription.
| Rang | Liste                                | Nombre de voix | Pourcentage des voix | Nombre de sièges |
| ---- | ------------------------------------ | -------------- | -------------------- | ---------------- |
| 1    | SYRIZA                               | +80 377,       | 43,07 %              | 3                |
| 2    | Nouvelle Démocratie                  | +38 292,       | 20,59 %              | 1                |
| 3    | Mouvement des socialistes démocrates | +10 924,       | 5,87 %               | 0                |
| 4    | Grecs indépendants                   | +10 877,       | 5,85 %               | 1                |
| 5    | Parti communiste de Grèce            | +10 245,       | 5,51 %               | 1                |
| 6    | La Rivière                           | +09 916,       | 5,33 %               | 1                |
| 7    | Aube dorée                           | +08 964,       | 4,82 %               | 1                |
| 8    | Mouvement socialiste panhellénique   | +07 241,       | 3,89 %               | 0                |

Le Mouvement des socialistes démocrates n'est pas représenté au Parlement hellénique car il n'a pas atteint le seuil de 3 % des suffrages exprimés au niveau national.

### Députés
La répartition des sièges au sein de chaque liste élue dépend du nombre de voix obtenues individuellement par chaque candidat, suivant le système du vote préférentiel. Dans la circonscription de l'Achaïe, les listes peuvent comporter jusqu'à 11 candidats. Les électeurs peuvent exprimer un vote préférentiel pour un maximum de trois candidats sur la liste pour laquelle ils votent.

#### SYRIZA
La liste de la SYRIZA est en tête et obtient trois sièges.
| Rang | Nom                       | Nombre de voix |
| ---- | ------------------------- | -------------- |
| 1    | Vassilios Hadjilambrou    | +25 313,       |
| 2    | María Kanellopoúlou       | +25 201,       |
| 3    | Athanasía Anagnostopoúlou | +17 780,       |

#### Nouvelle Démocratie
La liste de la Nouvelle Démocratie est deuxième et obtient un siège.
| Rang | Nom                 | Nombre de voix |
| ---- | ------------------- | -------------- |
| 1    | Andreas Katsaniotis | +16 613,       |

#### Grecs indépendants
La liste des Grecs indépendants est quatrième et obtient un siège.
| Rang | Nom                | Nombre de voix |
| ---- | ------------------ | -------------- |
| 1    | Níkos Nikolópoulos | +04 363,       |

#### Parti communiste de Grèce
La liste du Parti communiste de Grèce est cinquième et obtient un siège.
| Rang | Nom                        | Nombre de voix |
| ---- | -------------------------- | -------------- |
| 1    | Nikólaos Karathanasópoulos | +05 652,       |

#### La Rivière
La liste de La Rivière est sixième et obtient un siège.
| Rang | Nom           | Nombre de voix |
| ---- | ------------- | -------------- |
| 1    | Iason Fotilas | +02 093,       |

#### Aube dorée
La liste d'Aube dorée est septième et obtient un siège.
| Rang | Nom                       | Nombre de voix |
| ---- | ------------------------- | -------------- |
| 1    | Michaïl Arvanítis-Avrámis | +04 399,       |